# Понятовское сельское поселение
Понятовское сельское поселение — муниципальное образование в составе Шумячского района Смоленской области России. 
Административный центр — станция  Понятовка.
Образовано законом Смоленской области от 28 декабря 2004 года.  Глава муниципального образования Понятовского сельского поселения - Бондарева Наталья Борисовна.

## Географические данные
- Общая площадь: 139,44 км²
- Расположение: южная часть Шумячского района
- Граничит:
  - на северо-западе и северо-востоке  — с Озёрным сельским поселением
  - на севере— с Шумячским городским поселением
  - на юго-востоке — с Ершичским районом
  - на юго-западе — с Беларусью.

- По территории поселения проходят автомобильные дороги: Шумячи — Ершичи  и А130 Москва — Варшава («Старая Польская» или «Варшавка»).
- По территории поселения проходит железная дорога Рославль – Кричев, имеются станции: Понятовка, Криволес.
- Крупная река: Ипуть.

## Население
| 2011 | 2012 | 2013 | 2014 | 2015 | 2016 | 2017 |
| ---- | ---- | ---- | ---- | ---- | ---- | ---- |
| 772  | ↘738 | ↗751 | ↗754 | ↘753 | ↘747 | ↘728 |
| 2018 | 2019 | 2020 | 2021 |      |      |      |
| ↘708 | ↘664 | ↘654 | ↗846 |      |      |      |

## Населённые пункты
На территории поселения находятся 17 населённых пунктов:
| №  | Населённый пункт | Тип     | Население |
| -- | ---------------- | ------- | --------- |
| 1  | Бычки            | деревня | 3         |
| 2  | Глушково         | деревня | 0         |
| 3  | Глушково         | село    | 3         |
| 4  | Дубовичка        | деревня | 3         |
| 5  | Дунаевщина       | деревня | 6         |
| 6  | Зимницы          | деревня | 0         |
| 7  | Зубова Буда      | деревня | 2         |
| 8  | Краснополье      | деревня | 97        |
| 9  | Липовка          | деревня | 2         |
| 10 | Новый Стан       | деревня | 18        |
| 11 | Осово-1          | деревня | 10        |
| 12 | Осово-2          | деревня | 0         |
| 13 | Пожарь           | деревня | 1         |
| 14 | Понятовка        | деревня | 163       |
| 15 | Понятовка        | станция | 411       |
| 16 | Савочкина Паломь | деревня | 41        |
| 17 | Стрекайлово      | деревня | 21        |